# محمد هاشم خان
محمد هاشم خان هو سياسي أفغاني، ولد في 1885، وتوفي في 26 أكتوبر 1953 بكابل في أفغانستان. انتخب رئيس وزراء أفغانستان (14 نوفمبر 1929 – 1 مايو 1946).